# Großer Preis von Europa 1993
Der Große Preis von Europa 1993 (offiziell XXXVIII Sega European Grand Prix) fand am 11. April im Donington Park in Castle Donington (Vereinigtes Königreich) statt und war das dritte Rennen der Formel-1-Weltmeisterschaft 1993.

## Berichte

### Hintergrund
Nach dem Großen Preis von Brasilien führte Ayrton Senna in der Fahrerwertung mit sechs Punkten vor Alain Prost und zehn Punkten vor Damon Hill und Mark Blundell. In der Konstrukteurswertung führte Williams-Renault punktgleich vor McLaren-Ford und mit zehn Punkten vor Ligier-Renault.
Vor dem Rennwochenende gab es einen Fahrerwechsel: Bei Jordan-Hart wurde Ivan Capelli durch Thierry Boutsen ersetzt.
Mit Prost (einmal) trat ein ehemaliger Sieger zu diesem Grand Prix an, der erstmals seit 1985 wieder ausgetragen wurde.

### Training
Im freien Training am Donnerstag erzielte Prost die schnellste Runde vor seinem Teamkollegen Hill und Gerhard Berger. Im zweiten freien Training am Freitag übernahm Senna die Spitzenposition vor Michael Schumacher und Prost. Im freien Training am Samstag kam es erneut zu einer Doppelführung der Williams-Piloten mit Prost vor Hill. Senna wurde Dritter.

### Qualifying
Im Qualifying am Freitag, das auf nasser Strecke stattfand, erzielte Senna die schnellste Runde vor Hill und Prost. Im Qualifikationstraining am Samstag wurden aufgrund trockener Bedingungen die schnellsten Zeiten des Qualifyings gefahren. Prost sicherte sich die Pole-Position vor Hill und Schumacher.

### Warm Up
Im Warm Up fuhr Hill die schnellste Runde vor JJ Lehto und Senna.

### Rennen
Der Große Preis von Europa 1993 begann mit einer turbulenten ersten Runde auf nasser Strecke. Während die Williams ihre Positionen beim Start behielten, behinderten sich Schumacher und Senna so, dass Karl Wendlinger die dritte Position übernehmen konnte. Senna konnte allerdings kontern und überholte zunächst Schumacher und darauf Wendlinger. Während auch Schumacher an Wendlinger vorbeikam, kollidierten Michael Andretti und Wendlinger. Senna überholte währenddessen Hill und übernahm noch vor dem Ende der ersten Runde die Führung von Prost. Sennas Landsmann Rubens Barrichello war ebenfalls gut gestartet und verbesserte sich innerhalb der ersten Runde von der zwölften auf die vierte Position.
Nachdem Martin Brundle nach einem Dreher ausgeschieden war und Ukyō Katayama mit einem Kupplungsschaden aufgeben musste, trocknete die Strecke ab und die meisten Piloten wechselten auf Trockenreifen. Lehto schied auf Platz fünf liegend mit Handlingproblemen aus. Berger, der die Position übernommen hatte, musste wenig später mit einem Aufhängungsschaden aufgeben. Während sich Blundell von der Strecke drehte, fing es wieder an zu regnen. Bis auf Schumacher gingen die Piloten an der Spitze an die Box. Kurzzeitig übernahm er die Führung, allerdings drehte er sich und schied aus. Während Philippe Alliot das Rennen nach einem Unfall beenden musste, schieden Aguri Suzuki und Andrea de Cesaris mit Getriebeproblemen und Jean Alesi mit einem Schaden an der Hydraulikpumpe aus.
Nachdem es wieder trockener wurde, kamen die Piloten erneut zum Wechsel an die Box. Da Senna aufgrund eines Problems 20 Sekunden verlor, übernahm Prost die Führung vor Senna, Hill, Barrichello, Derek Warwick und Johnny Herbert. Kurze Zeit später fing es erneut an zu regnen. Diesmal entschied sich Senna gegen einen Stopp und übernahm die Führung, da beide Williams an die Box kamen. Es war die richtige Entscheidung des McLaren-Piloten, da die Strecke schon bald wieder abtrocknete. Die Williams-Piloten mussten somit wieder zurück auf Trockenreifen wechseln. Dabei starb Prost der Motor an der Box ab und er kam auf dem vierten Platz zurück auf die Strecke. Er war von Senna überrundet. Barrichello lag zunächst vor Hill auf dem zweiten Platz, aber nachdem es erneut zu regnen anfing und die Piloten ihre Reifen wechseln mussten, fiel er auf den dritten Platz hinter Hill zurück und war ebenfalls überrundet.
Nachdem Boutsen mit einem klemmenden Gaszug und Warwick mit einem Getriebeschaden ausgeschieden war, fiel auch Barrichello sechs Runden vor Schluss mit Treibstoffdruckverlust aus und verpasste somit sein erstes Podium in seinem dritten Formel-1-Rennen.
Senna gewann das Rennen auf eine dominierende Art und Weise. Einzig den zweitplatzierten Hill, der über eine Minute Rückstand auf den McLaren-Piloten hatte, konnte er nicht überrunden. Prost wurde mit einer Runde Rückstand Dritter. Ebenfalls nur eine Runde Rückstand hatte Herbert, der im Gegensatz zu allen anderen Piloten, die vorne platziert waren, nur einmal an die Box fuhr und schließlich Vierter wurde. Die restlichen Punkte gingen an Riccardo Patrese und Fabrizio Barbazza, der bei seiner ersten Zielankunft in der Formel 1 seinen ersten Punkt erzielte.
Senna erzielte die schnellste Runde in der 57. Runde, indem er durch die Boxengasse fuhr und nicht zum Reifenwechsel anhielt. Dies war möglich, da es 1993 noch keine Geschwindigkeitsbegrenzung in der Boxengasse gab und die Boxengasse in Donington eine Abkürzung der Strecke ist.
Senna vergrößerte seinen Vorsprung in der Fahrerweltmeisterschaft. Sein Team, McLaren-Ford, übernahm die Führung in der Konstrukteurswertung von Williams-Renault.
Beim Großen Preis von Europa 1993 wurde mit 64 Boxenstopps ein neuer Rekord an Boxenstopps aufgestellt. Diese Anzahl wurde erst beim Großen Preis von China 2010 in Shanghai mit 67 Boxenstopps übertroffen.

## Meldeliste
| Team                        | Nr. | Fahrer               | Chassis        | Motor               | Reifen |
| --------------------------- | --- | -------------------- | -------------- | ------------------- | ------ |
| Canon Williams              | 0   | Damon Hill           | Williams FW15C | Renault 3.5 V10     | G      |
| Canon Williams              | 02  | Alain Prost          | Williams FW15C | Renault 3.5 V10     | G      |
| Tyrrell Racing Organisation | 03  | Ukyō Katayama        | Tyrrell 020C   | Yamaha 3.5 V10      | G      |
| Tyrrell Racing Organisation | 04  | Andrea de Cesaris    | Tyrrell 020C   | Yamaha 3.5 V10      | G      |
| Camel Benetton Ford         | 05  | Michael Schumacher   | Benetton B193B | Ford 3.5 V8         | G      |
| Camel Benetton Ford         | 06  | Riccardo Patrese     | Benetton B193  | Ford 3.5 V8         | G      |
| Marlboro McLaren            | 07  | Michael Andretti     | McLaren MP4/8  | Ford 3.5 V8         | G      |
| Marlboro McLaren            | 08  | Ayrton Senna         | McLaren MP4/8  | Ford 3.5 V8         | G      |
| Footwork Mugen Honda        | 09  | Derek Warwick        | Footwork FA14  | Mugen-Honda 3.5 V10 | G      |
| Footwork Mugen Honda        | 10  | Aguri Suzuki         | Footwork FA14  | Mugen-Honda 3.5 V10 | G      |
| Team Lotus                  | 11  | Alessandro Zanardi   | Lotus 107B     | Ford 3.5 V8         | G      |
| Team Lotus                  | 12  | Johnny Herbert       | Lotus 107B     | Ford 3.5 V8         | G      |
| Sasol Jordan                | 14  | Rubens Barrichello   | Jordan 193     | Hart 3.5 V10        | G      |
| Sasol Jordan                | 15  | Thierry Boutsen      | Jordan 193     | Hart 3.5 V10        | G      |
| Larrousse F1                | 19  | Philippe Alliot      | Larrousse LH93 | Lamborghini 3.5 V12 | G      |
| Larrousse F1                | 20  | Érik Comas           | Larrousse LH93 | Lamborghini 3.5 V12 | G      |
| Lola BMS Scuderia Italia    | 21  | Michele Alboreto     | Lola T93/30    | Ferrari 3.5 V12     | G      |
| Lola BMS Scuderia Italia    | 22  | Luca Badoer          | Lola T93/30    | Ferrari 3.5 V12     | G      |
| Minardi Team                | 23  | Christian Fittipaldi | Minardi M193   | Ford 3.5 V8         | G      |
| Minardi Team                | 24  | Fabrizio Barbazza    | Minardi M193   | Ford 3.5 V8         | G      |
| Ligier Gitanes Blondes      | 25  | Martin Brundle       | Ligier JS39    | Renault 3.5 V10     | G      |
| Ligier Gitanes Blondes      | 26  | Mark Blundell        | Ligier JS39    | Renault 3.5 V10     | G      |
| Scuderia Ferrari SpA        | 27  | Jean Alesi           | Ferrari F93A   | Ferrari 3.5 V12     | G      |
| Scuderia Ferrari SpA        | 28  | Gerhard Berger       | Ferrari F93A   | Ferrari 3.5 V12     | G      |
| Sauber                      | 29  | Karl Wendlinger      | Sauber C12     | Ilmor 3.5 V10       | G      |
| Sauber                      | 30  | JJ Lehto             | Sauber C12     | Ilmor 3.5 V10       | G      |

## Klassifikationen

### Qualifying
| Pos. | Fahrer               | Konstrukteur          | 1. Qualifikationstraining | 1. Qualifikationstraining | 2. Qualifikationstraining | 2. Qualifikationstraining | Start |
| Pos. | Fahrer               | Konstrukteur          | Zeit                      | Ø-Geschwindigkeit         | Zeit                      | Ø-Geschwindigkeit         | Start |
| ---- | -------------------- | --------------------- | ------------------------- | ------------------------- | ------------------------- | ------------------------- | ----- |
| 01   | Alain Prost          | Williams-Renault      | 1:24,467                  | 171,461 km/h              | 1:10,458                  | 205,552 km/h              | 01    |
| 02   | Damon Hill           | Williams-Renault      | 1:24,014                  | 172,386 km/h              | 1:10,762                  | 204,669 km/h              | 02    |
| 03   | Michael Schumacher   | Benetton-Ford         | 1:26,264                  | 167,889 km/h              | 1:12,008                  | 201,128 km/h              | 03    |
| 04   | Ayrton Senna         | McLaren-Ford          | 1:23,976                  | 172,464 km/h              | 1:12,107                  | 200,852 km/h              | 04    |
| 05   | Karl Wendlinger      | Sauber                | 1:26,805                  | 166,843 km/h              | 1:12,738                  | 199,109 km/h              | 05    |
| 06   | Michael Andretti     | McLaren-Ford          | 1:26,859                  | 166,739 km/h              | 1:12,739                  | 199,106 km/h              | 06    |
| 07   | JJ Lehto             | Sauber                | 1:25,469                  | 169,451 km/h              | 1:12,763                  | 199,041 km/h              | 07    |
| 08   | Gerhard Berger       | Ferrari               | 1:25,971                  | 168,461 km/h              | 1:12,862                  | 198,770 km/h              | 08    |
| 09   | Jean Alesi           | Ferrari               | 1:25,699                  | 168,996 km/h              | 1:12,980                  | 198,449 km/h              | 09    |
| 10   | Riccardo Patrese     | Benetton-Ford         | 1:27,273                  | 165,948 km/h              | 1:12,982                  | 198,443 km/h              | 10    |
| 11   | Johnny Herbert       | Lotus-Ford            | 1:27,173                  | 166,139 km/h              | 1:13,328                  | 197,507 km/h              | 11    |
| 12   | Rubens Barrichello   | Jordan-Hart           | 1:26,557                  | 167,321 km/h              | 1:13,514                  | 197,007 km/h              | 12    |
| 13   | Alessandro Zanardi   | Lotus-Ford            | 1:28,782                  | 163,128 km/h              | 1:13,560                  | 196,884 km/h              | 13    |
| 14   | Derek Warwick        | Footwork-Mugen-Honda  | 1:28,096                  | 164,398 km/h              | 1:13,664                  | 196,606 km/h              | 14    |
| 15   | Philippe Alliot      | Larrousse-Lamborghini | 1:28,648                  | 163,374 km/h              | 1:13,665                  | 196,604 km/h              | 15    |
| 16   | Christian Fittipaldi | Minardi-Ford          | 1:28,065                  | 164,456 km/h              | 1:13,666                  | 196,601 km/h              | 16    |
| 17   | Érik Comas           | Larrousse-Lamborghini | 1:29,310                  | 162,163 km/h              | 1:13,970                  | 195,793 km/h              | 17    |
| 18   | Ukyō Katayama        | Tyrrell-Yamaha        | 1:29,851                  | 161,187 km/h              | 1:14,121                  | 195,394 km/h              | 18    |
| 19   | Thierry Boutsen      | Jordan-Hart           | 1:28,701                  | 163,277 km/h              | 1:14,246                  | 195,065 km/h              | 19    |
| 20   | Fabrizio Barbazza    | Minardi-Ford          | 1:27,275                  | 165,944 km/h              | 1:14,274                  | 194,992 km/h              | 20    |
| 21   | Mark Blundell        | Ligier-Renault        | 1:27,302                  | 165,893 km/h              | 1:14,301                  | 194,921 km/h              | 21    |
| 22   | Martin Brundle       | Ligier-Renault        | 1:26,788                  | 166,876 km/h              | 1:14,306                  | 194,908 km/h              | 22    |
| 23   | Aguri Suzuki         | Footwork-Mugen-Honda  | 1:30,107                  | 160,729 km/h              | 1:14,927                  | 193,292 km/h              | 23    |
| 24   | Michele Alboreto     | Lola-Ferrari          | 1:30,049                  | 160,832 km/h              | 1:15,322                  | 192,278 km/h              | 24    |
| 25   | Andrea de Cesaris    | Tyrrell-Yamaha        | 1:29,177                  | 162,405 km/h              | 1:15,417                  | 192,036 km/h              | 25    |
| DNQ  | Luca Badoer          | Lola-Ferrari          | 1:31,178                  | 158,841 km/h              | 1:15,641                  | 191,468 km/h              | –     |

Anmerkungen
- Die maximale Rundenzeit, 107 Prozent der schnellsten Runde im Qualifyingabschnitt, betrug 1:30,380 min im ersten und 1:15,390 min im zweiten Qualifikationstraining. Luca Badoer qualifizierte sich nicht, da er in beiden Abschnitten langsamere Zeiten gefahren war.

### Rennen
| Pos. | Fahrer               | Konstrukteur          | Runden | Stopps | Zeit        | Start | Schnellste Runde |
| ---- | -------------------- | --------------------- | ------ | ------ | ----------- | ----- | ---------------- |
| 01   | Ayrton Senna         | McLaren-Ford          | 76     | 5      | 1:50:46,570 | 04    | 1:18,029 (57.)   |
| 02   | Damon Hill           | Williams-Renault      | 76     | 6      | + 1:13,199  | 02    | 1:19,379 (55.)   |
| 03   | Alain Prost          | Williams-Renault      | 75     | 7      | + 1 Runde   | 01    | 1:19,756 (55.)   |
| 04   | Johnny Herbert       | Lotus-Ford            | 75     | 1      | + 1 Runde   | 11    | 1:22,150 (55.)   |
| 05   | Riccardo Patrese     | Benetton-Ford         | 74     | 4      | + 2 Runden  | 10    | 1:22,279 (54.)   |
| 06   | Fabrizio Barbazza    | Minardi-Ford          | 74     | 2      | + 2 Runden  | 20    | 1:24,703 (21.)   |
| 07   | Christian Fittipaldi | Minardi-Ford          | 73     | 4      | + 3 Runden  | 16    | 1:21,022 (52.)   |
| 08   | Alessandro Zanardi   | Lotus-Ford            | 72     | 4      | + 4 Runden  | 13    | 1:20,801 (51.)   |
| 09   | Érik Comas           | Larrousse-Lamborghini | 72     | 4      | + 4 Runden  | 17    | 1:22,200 (52.)   |
| 10   | Rubens Barrichello   | Jordan-Hart           | 70     | 6      | DNF         | 12    | 1:22,307 (55.)   |
| 11   | Michele Alboreto     | Lola-Ferrari          | 70     | 1      | + 6 Runden  | 24    | 1:28,023 (19.)   |
| –    | Derek Warwick        | Footwork-Mugen        | 66     | 1      | DNF         | 14    | 1:22,061 (54.)   |
| –    | Thierry Boutsen      | Jordan-Hart           | 61     | 3      | DNF         | 19    | 1:25,532 (19.)   |
| –    | Andrea de Cesaris    | Tyrrell-Yamaha        | 55     | 6      | DNF         | 25    | 1:26,419 (51.)   |
| –    | Jean Alesi           | Ferrari               | 36     | 3      | DNF         | 09    | 1:22,550 (21.)   |
| –    | Aguri Suzuki         | Footwork-Mugen        | 29     | 1      | DNF         | 23    | 1:28,929 (20.)   |
| –    | Philippe Alliot      | Larrousse-Lamborghini | 27     | 1      | DNF         | 15    | 1:25,078 (19.)   |
| –    | Michael Schumacher   | Benetton-Ford         | 22     | 1      | DNF         | 03    | 1:22,549 (21.)   |
| –    | Mark Blundell        | Ligier-Renault        | 20     | 1      | DNF         | 21    | 1:24,093 (20.)   |
| –    | Gerhard Berger       | Ferrari               | 19     | 1      | DNF         | 08    | 1:26,078 (17.)   |
| –    | JJ Lehto             | Sauber-Ilmor          | 13     | 0      | DNF         | 07    | 1:37,749 (02.)   |
| –    | Ukyō Katayama        | Tyrrell-Yamaha        | 11     | 1      | DNF         | 18    | 1:33,528 (05.)   |
| –    | Martin Brundle       | Ligier-Renault        | 7      | 1      | DNF         | 22    | 1:33,123 (05.)   |
| –    | Karl Wendlinger      | Sauber-Ilmor          | 0      | 0      | DNF         | 05    | –                |
| –    | Michael Andretti     | McLaren-Ford          | 0      | 0      | DNF         | 06    | –                |

## WM-Stände nach dem Rennen
Die ersten sechs des Rennens bekamen 10, 6, 4, 3, 2 bzw. 1 Punkt(e).

### Fahrerwertung
| Pos. | Fahrer               | Konstrukteur          | Punkte |
| ---- | -------------------- | --------------------- | ------ |
| 01   | Ayrton Senna         | McLaren-Ford          | 26     |
| 02   | Alain Prost          | Williams-Renault      | 14     |
| 03   | Damon Hill           | Williams-Renault      | 12     |
| 04   | Johnny Herbert       | Lotus-Ford            | 6      |
| 05   | Mark Blundell        | Ligier-Renault        | 6      |
| 06   | Michael Schumacher   | Benetton-Ford         | 4      |
| 07   | Christian Fittipaldi | Minardi-Ford          | 3      |
| 08   | JJ Lehto             | Sauber                | 2      |
| 09   | Riccardo Patrese     | Benetton-Ford         | 2      |
| 10   | Gerhard Berger       | Ferrari               | 1      |
| 11   | Alessandro Zanardi   | Lotus-Ford            | 1      |
| 12   | Fabrizio Barbazza    | Minardi-Ford          | 1      |
| 13   | Derek Warwick        | Footwork-Mugen-Honda  | 0      |
| 14   | Philippe Alliot      | Larrousse-Lamborghini | 0      |

| Pos. | Fahrer             | Konstrukteur          | Punkte |
| ---- | ------------------ | --------------------- | ------ |
| 15   | Jean Alesi         | Ferrari               | 0      |
| 16   | Érik Comas         | Larrousse-Lamborghini | 0      |
| 17   | Rubens Barrichello | Jordan-Hart           | 0      |
| 18   | Michele Alboreto   | Lola-Ferrari          | 0      |
| 19   | Luca Badoer        | Lola-Ferrari          | 0      |
| –    | Martin Brundle     | Ligier-Renault        | 0      |
| –    | Karl Wendlinger    | Sauber                | 0      |
| –    | Aguri Suzuki       | Footwork-Mugen-Honda  | 0      |
| –    | Michael Andretti   | McLaren-Ford          | 0      |
| –    | Ukyō Katayama      | Tyrrell-Yamaha        | 0      |
| –    | Andrea de Cesaris  | Tyrrell-Yamaha        | 0      |
| –    | Ivan Capelli       | Jordan-Hart           | 0      |
| –    | Thierry Boutsen    | Jordan-Hart           | 0      |

### Konstrukteurswertung
| Pos. | Konstrukteur     | Punkte |
| ---- | ---------------- | ------ |
| 01   | Williams-Renault | 26     |
| 02   | McLaren-Ford     | 26     |
| 03   | Lotus-Ford       | 7      |
| 04   | Ligier-Renault   | 6      |
| 05   | Benetton-Ford    | 6      |
| 06   | Minardi-Ford     | 4      |
| 07   | Sauber           | 2      |

| Pos. | Konstrukteur          | Punkte |
| ---- | --------------------- | ------ |
| 08   | Ferrari               | 1      |
| 09   | Footwork-Mugen-Honda  | 0      |
| 10   | Larrousse-Lamborghini | 0      |
| 11   | Lola-Ferrari          | 0      |
| 12   | Jordan-Hart           | 0      |
| –    | Tyrrell-Yamaha        | 0      |